# Coupe d'Italie de football 1990-1991
Navigation
Coupe d'Italie 1989-1990 Coupe d'Italie 1991-1992
La Coupe d'Italie de football 1990-1991, est la 44e édition de la Coupe d'Italie.

## Déroulement de la compétition

### Participants

#### Serie A (D1)
Les 18 clubs de Serie A sont engagés en Coupe d'Italie.

#### Serie B (D2)
Les 20 clubs de Serie B sont engagés en Coupe d'Italie.

#### Serie C1 (D3)
10 clubs de Serie C1 sont engagés en Coupe d'Italie.

### Calendrier
| Phase              | Tour           | Aller            | Retour            |
| ------------------ | -------------- | ---------------- | ----------------- |
| Phase préliminaire | 1er tour       | 26 août 1990     | 2 septembre 1990  |
| Phase préliminaire | 2e tour        | 5 septembre 1990 | 12 septembre 1990 |
| Phase finale       | 1/8e de finale | 14 novembre 1990 | 21 novembre 1990  |
| Phase finale       | 1/4 de finale  | 6 février 1991   | 20 février 1991   |
| Phase finale       | 1/2 finales    | 13 mars 1991     | 2 avril 1991      |
| Phase finale       | Finale         | 30 mai 1991      | 9 juin 1991       |

## Résultats

### Premier tour
| Division     | Club                | Aller | Total | Retour              | Club                 | Division      |
| ------------ | ------------------- | ----- | ----- | ------------------- | -------------------- | ------------- |
| Serie B (D2) | Cosenza Calcio      | 0 - 1 | 3 - 1 | 3 - 0 a.p.          | Barletta CS          | Serie B (D2)  |
| Serie A (D1) | AC Fiorentina       | 4 - 1 | 4 - 1 | 0 - 0               | AC Venise            | Serie C1 (D3) |
| Serie B (D2) | AC Reggiana         | 0 - 1 | 2 - 2 | 2 - 1 a.p.          | Côme Calcio          | Serie C1 (D3) |
| Serie B (D2) | Reggina Calcio      | 1 - 3 | 2 - 4 | 1 - 1               | Modène FC            | Serie B (D2)  |
| Serie B (D2) | US Cremonese        | 2 - 0 | 2 - 0 | 0 - 0               | AC Mantoue           | Serie C1 (D3) |
| Serie B (D2) | Brescia Calcio      | 0 - 0 | 1 - 0 | 1 - 0               | Salernitana Sport    | Serie B (D2)  |
| Serie B (D2) | AC Hellas Vérone    | 2 - 1 | 5 - 2 | 3 - 1               | US Palerme           | Serie C1 (D3) |
| Serie B (D2) | Calcio Padoue       | 3 - 1 | 3 - 3 | 0 - 2               | Calcio Monza         | Serie C1 (D3) |
| Serie B (D2) | US Avellino         | 1 - 1 | 1 - 3 | 0 - 2               | Tarente FC           | Serie B (D2)  |
| Serie B (D2) | Udinese Calcio      | 4 - 1 | 4 - 2 | 0 - 1               | US Casertana         | Serie C1 (D3) |
| Serie B (D2) | Foggia Calcio       | 4 - 1 | 5 - 4 | 1 - 3               | AS Lucchese Libertas | Serie B (D2)  |
| Serie B (D2) | Ascoli Calcio 1898  | 1 - 0 | 1 - 2 | 0 - 2               | Giarre Calcio        | Serie C1 (D3) |
| Serie B (D2) | Ancône Calcio       | 2 - 2 | 3 - 3 | 1 - 1               | ACR Messine          | Serie B (D2)  |
| Serie B (D2) | Pescara Calcio      | 1 - 0 | 3 - 0 | 2 - 0               | US Catanzaro         | Serie C1 (D3) |
| Serie A (D1) | US Lecce            | 0 - 0 | 0 - 0 | 0 - 0 a.p., 5-4 tab | Empoli FC            | Serie C1 (D3) |
| Serie B (D2) | US Triestina Calcio | 1 - 0 | 2 - 0 | 1 - 0               | Polisportiva Licata  | Serie C1 (D3) |

### Deuxième tour
| Division      | Club             | Aller | Total | Retour              | Club                | Division     |
| ------------- | ---------------- | ----- | ----- | ------------------- | ------------------- | ------------ |
| Serie A (D1)  | SSC Naples       | 3 - 0 | 5 - 0 | 2 - 0               | Cosenza Calcio      | Serie B (D2) |
| Serie A (D1)  | AC Fiorentina    | 1 - 0 | 2 - 0 | 1 - 0               | Parme AS            | Serie A (D1) |
| Serie A (D1)  | Bologne FC       | 4 - 1 | 4 - 2 | 0 - 1               | AC Reggiana         | Serie B (D2) |
| Serie B (D2)  | Modène FC        | 0 - 0 | 3 - 1 | 3 - 1               | SS Lazio            | Serie A (D1) |
| Serie A (D1)  | AC Cesena        | 4 - 3 | 4 - 5 | 0 - 2               | US Cremonese        | Serie B (D2) |
| Serie A (D1)  | UC Sampdoria     | 1 - 1 | 5 - 1 | 4 - 0               | Brescia Calcio      | Serie B (D2) |
| Serie B (D2)  | AC Hellas Vérone | 0 - 4 | 1 - 4 | 1 - 0               | Torino Calcio       | Serie A (D1) |
| Serie C1 (D3) | Calcio Monza     | 0 - 1 | 1 - 3 | 1 - 2               | FC Inter Milan      | Serie A (D1) |
| Serie A (D1)  | Juventus FC      | 2 - 0 | 3 - 2 | 1 - 2               | Tarente FC          | Serie B (D2) |
| Serie B (D2)  | Udinese Calcio   | 0 - 1 | 0 - 2 | 0 - 1               | Pise SC             | Serie A (D1) |
| Serie A (D1)  | AS Rome          | 1 - 0 | 4 - 1 | 3 - 1               | Foggia Calcio       | Serie B (D2) |
| Serie C1 (D3) | Giarre Calcio    | 0 - 0 | 0 - 3 | 0 - 3               | Genoa 1893          | Serie A (D1) |
| Serie A (D1)  | AS Bari          | 0 - 0 | 0 - 0 | 0 - 0 a.p., 5-3 tab | ACR Messine         | Serie B (D2) |
| Serie A (D1)  | Atalanta BC      | 2 - 0 | 2 - 1 | 0 - 1               | Pescara Calcio      | Serie B (D2) |
| Serie A (D1)  | US Lecce         | 4 - 0 | 5 - 0 | 1 - 0               | Cagliari Calcio     | Serie A (D1) |
| Serie A (D1)  | Milan AC         | 1 - 0 | 2 - 1 | 1 - 1               | US Triestina Calcio | Serie B (D2) |

### Huitièmes de finale
| Division     | Club           | Aller | Total | Retour | Club          | Division     |
| ------------ | -------------- | ----- | ----- | ------ | ------------- | ------------ |
| Serie A (D1) | SSC Naples     | 2 - 1 | 2 - 1 | 0 - 0  | AC Fiorentina | Serie A (D1) |
| Serie A (D1) | Bologne FC     | 1 - 0 | 3 - 1 | 2 - 1  | Modène FC     | Serie B (D2) |
| Serie A (D1) | UC Sampdoria   | 1 - 1 | 4 - 3 | 3 - 2  | US Cremonese  | Serie B (D2) |
| Serie A (D1) | FC Inter Milan | 2 - 1 | 2 - 2 | 0 - 1  | Torino Calcio | Serie A (D1) |
| Serie A (D1) | Juventus FC    | 3 - 2 | 5 - 3 | 2 - 1  | Pise SC       | Serie A (D1) |
| Serie A (D1) | AS Rome        | 2 - 0 | 3 - 1 | 1 - 1  | Genoa 1893    | Serie A (D1) |
| Serie A (D1) | Atalanta BC    | 1 - 0 | 1 - 3 | 0 - 3  | AS Bari       | Serie A (D1) |
| Serie A (D1) | Milan AC       | 3 - 0 | 5 - 2 | 2 - 2  | US Lecce      | Serie A (D1) |

### Quarts de finale
| Division     | Club          | Aller | Total | Retour              | Club         | Division     |
| ------------ | ------------- | ----- | ----- | ------------------- | ------------ | ------------ |
| Serie A (D1) | SSC Naples    | 0 - 1 | 3 - 2 | 3 - 1               | Bologne FC   | Serie A (D1) |
| Serie A (D1) | Torino Calcio | 1 - 0 | 1 - 1 | 0 - 1 a.p., 2-4 tab | UC Sampdoria | Serie A (D1) |
| Serie A (D1) | AS Rome       | 1 - 1 | 3 - 1 | 2 - 0               | Juventus FC  | Serie A (D1) |
| Serie A (D1) | AS Bari       | 0 - 1 | 0 - 1 | 0 - 0               | Milan AC     | Serie A (D1) |

### Demi-finale
| Division     | Club       | Aller | Total | Retour | Club         | Division     |
| ------------ | ---------- | ----- | ----- | ------ | ------------ | ------------ |
| Serie A (D1) | SSC Naples | 1 - 0 | 1 - 2 | 0 - 2  | UC Sampdoria | Serie A (D1) |
| Serie A (D1) | Milan AC   | 0 - 0 | 0 - 1 | 0 - 1  | AS Rome      | Serie A (D1) |

### Finale
| Division     | Club    | Aller | Total | Retour | Club         | Division     |
| ------------ | ------- | ----- | ----- | ------ | ------------ | ------------ |
| Serie A (D1) | AS Rome | 3 - 1 | 4 - 2 | 1 - 1  | UC Sampdoria | Serie A (D1) |